# Geografia del Kazakhstan

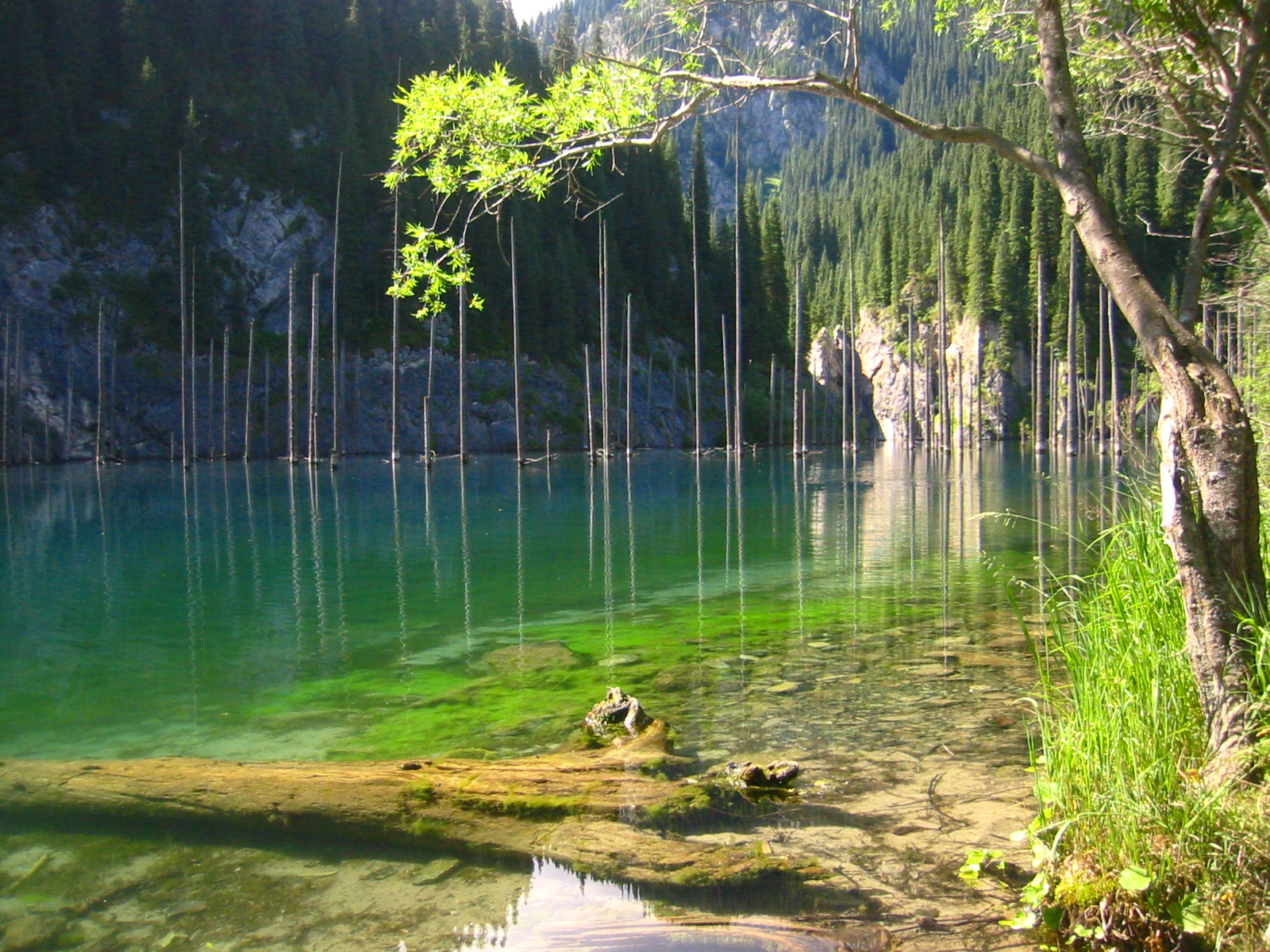
El llac Khaindí (sud-oest del Kazakhstan)

La República del Kazakhstan, situada entre la mar Càspia i el massís de l'Altai, és una immensa estepa que té a la seva part sud el desert de Khizilkhum, entre el mar d'Aral i la Betpakhdalà. Els seus veïns són Rússia al nord, la Xina a l'est i el Kirguizstan, l'Uzbekistan i el Turkmenistan al sud. Al nord dominen els altiplans del llac Balkhaix, mentre que a l'oest es troben els contraforts dels massissos de l'Altai i Tian Shan, amb altituds superiors a 3.000 msnm.

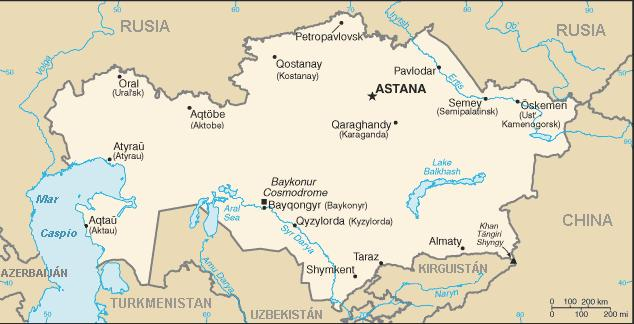
Mapa del Kazakhstan